# آلما مارتینز (بازیکن فوتبال)
آلما مارتینز (انگلیسی: Alma Martínez؛ زادهٔ ۲۲ سپتامبر ۱۹۸۱) بازیکن فوتبال اهل مکزیک است.